# Ecma International
Ecma International (/ˈɛkmə/) là một tổ chức tiêu chuẩn phi lợi nhuận về hệ thống thông tin và truyền thông. Nó có tên như hiện tại vào năm 1994, khi Hiệp hội các nhà sản xuất máy tính châu Âu (European Computer Manufacturers Association hay ECMA) đổi tên để phản ánh phạm vi hoạt động và tầm vóc của tổ chức. Do đó, tên không còn được coi là một từ viết tắt và không còn sử dụng cách viết hoa đầy đủ.
Tổ chức được thành lập vào năm 1961 nhằm tiêu chuẩn hóa các hệ thống máy tính ở Châu Âu. Tư cách thành viên được mở rộng  cho tất cả các công ty trên toàn thế giới vốn sản xuất, tiếp thị hoặc phát triển máy tính hoặc hệ thống truyền thông, có mối quan tâm và kinh nghiệm trong các lĩnh vực do các cơ quan kỹ thuật của nhóm giải quyết. Nó có trụ sở ở Geneva.